# Sobisz (powiat kluczborski)
Sobisz – osada w Polsce położona w województwie opolskim, w powiecie kluczborskim, w gminie Lasowice Wielkie.